# Malik Kafur
Malik Kafur (m. 1316) foi um escravo que ascendeu a general no exército de Alauddin Khilji, o qual era governador do Sultanato de Déli. Kafur foi inicialmente capturado pelo exército de Alauddin durante a conquista da cidade de Cambaia. Tendo rapidamente ascendido na hierarquia militar, em 1305 derrotou o Império Mongol na batalha de Amroha e liderou duas campanhas no sul da Índia entre 1309 e 1311; a primeira contra Warangal e a segunda contra Dwar Samudra, Mabar e Madurai, após as quais se tornou o comandate sénior do exército. Em 1294 liderou o exército do sultão contra a capital do Império Yadava e diversas invasões mais a sul.